# Selvsimilær
Betegnelsen selv-similær eller selvligedannet bruges om blandt andet om fraktaler. Et vilkårligt lille udsnit af fraktalen ligner helheden. I nogle fraktaler som f.eks. Mandelbrotmængden, er ligheden meget tydelig, mens der for andre fraktaler er tale om en statistisk lighed.